# Mhlontlo
Mhlontlo (officieel Mhlontlo Local Municipality) is een gemeente in het Zuid-Afrikaanse district O.R. Tambo.
Mhlontlo ligt in de provincie Oost-Kaap en telt 188.226 inwoners. Het gemeentebestuur is in Qumbu gevestigd.

## Hoofdplaatsen
Het nationaal instituut voor de statistiek, Stats SA, deelt sinds de census 2011 deze gemeente in in 327 zogenaamde hoofdplaatsen (main place):
Bajodini • Bakaleni • Balasi • Bantubabi • Belekence • Bhalasi • Bheja • Bhubesini • Bomberg • Bomvini • Boycy • Buhlungwana • Buwa • Caba • Ceka • Cekwayo • Cengane • Cingco A • Cingco B • Cokomfini • Culunca • Debeza • Detyane • Duma • Dumaneni • Dumasi • Dumba • Echibiri • Edrayini • eGotyibeni • Egxeni • Elalini • Eluqolweni • Emacwereni • Emahlubini • Emankuleni • Embalwini • Engcoti • Enyanga • Enyango • Enyanisweni • Enzebe • Esibhalweni • Esithaleni • Etwa • Ezifama • Ezigeni • Ezimbileni • Ezintutyaneni • Faladeyi • Gabazi • Gamakhulu • Gcaka • Godini • Gomeni • Gongo 2 • Goqwana • Gotsi • Gotyibeni • Gqeyane • Gqukunqa • Gqwesa • Gubini • Gugwini • Gungqwane • Gunqwana • Gwadane • Gwali • Gwedani • Gwexa • Hlabati • Hlangani • Hukwini • Jojweni • Jokweni • Kamastone • Khimbili • Khohlwe • Khubusi • Kilili • Komkhulu • Konkabi • Krancolo • Kratyela • Kugandana • Kukumehlo • KuNdabasigogo • Kunene • KwaDam • Kwam • KwaMadiba • Kwandaya • KwaNgxabane • KwaNkese • KwaRhombe • KwaSikhulu • Labry • Lalini • Langeni • Lotana • Lower Gungululu • Lower Tyirha • Luqolweni • Lurasini • Luxeni • Mabaleni • Mabolompa • Machibini • Madadeni • Madiba • Madukuda • Madwaleni • Mafamini • Mafusini • Mafuta Nozamile • Magcakeni • Magcaki • Magoqoza • Magqagqeni • Magqubeni • Magutwa • Magxeni • Mahlungulu • Majaba • Majodini • Makhodi • Maladini • Malepelepe • Malongwe • Mamani • Mampingeni • Mancuseni • Mandyimba • Mangezimeni • Mangolweni • Mangonkone • Mangwaneni • Mangxamfu • Manka • Manxiweni • Manzamnyama • Manzana • Maqanyeni • Maqhubini • Matyamini • Matyeba • Mavundleni • Maxeleni • Mayaluleni • Mbentsa • Mbinja • Mbokothwana • Mbombo • Mbongweni • Mbutho • Mcoboti • Mdabukweni • Mdeni • Mdikisweni • Mdyobe • Mfabantu • Mfabantu-A • Mfolozi • Mfuleni • Mfundisweni • Mgantsho • Mgqeyane • Mhlabamnyama • Mhlakulo • Mhlangala • Mhlontlo NU • Mjikelweni • Mjikwa • Mjikweni • Mkhambeni • Mkwezweni • Mmangweni • Mnceleni • Mncetyana • Mngqungu • Mnqunyana • Mpendla • Mpendle • Mpetsheni • Mpindweni • Mpoza • Mpumaze • Mqobiso - A • Mrholweni • Mthonjeni • Mthonyameni • Mthozelo • Mtondela • Mtshazi • Mvane • Mvumelwano • Mzuzanto • Ncadu • Ncalukeni • Ncithi • Ncitshana • Ncitsweni • Ncothi • Ncumbe • Ndakana • Ndakeni • Ndameni • Ndasana • Ndimanga • Ndlungwana • New Stead • Ngcengane • Ngcolokeni • Ngele • Ngqakaqeni • Ngqokhwe • Ngqongweni • Ngqubusini • Ngqwala • Ngqwaneni • Ngudle • Ngwemnyama • Ngxabaxha • Ngxakolo • Ngxangxasini • Ngzalana • Nkampini • Nkululekweni • Nkwancka • Nodali • Nogaya • Nomadolo • Nombodlelana • Nonyikila • Nothanaza • Notswelaba • Notsweleba • Nozityana • Ntababusuku • Ntabelanga • Ntaboduli • Ntibane • Ntlazi • Ntlotshe • Ntsheleni • Ntshiqo • Ntshongweni • Ntsikwe • Ntsilitwa • Ntsulwandayo • Ntyankashe • Nxotho • Nxotwe • Nyandeni • Nyanisweni • Nyembezi • Nyokana • Phungulelweni • Printsi • Qanda • Qanqu • Qebeyi • Qguthubeni • Qhotira • Qolombana • Qolweni • Qothirha • Qudu • Qumbu • Quthubeni • Rhuwaxeni • Sangqu • Santini • Sapompolo • Sbomvaneni • Sdakeni • Shukunxa • Sigubudweni • Sikansini • Sikobeni • Silevini • Singeni • Siqikini • Siqithi • Sisuzeni • Sithangameni • Sitishini • Sititshini • Sivianeni • Skwayini • St. Cutherts Mission • Sthaleni • Sulenkama • Thambekeni • Thembisa • Tikitiki • Tikolwana • Tina Falls • Tolweni • Tora • Tshatshu • Tshisani • Tsolo • Twatwa • Tyhume • Upper Kroza • Upper Lotana • Upper Lwandlana • Upper Malepelepe • Upper Mbinja • Upper Xabane • Waterfall • Xabane • Xabano • Xeni • Xhentu • Xhokonxa • Xilinxa • Zahobeni • Zibungu • Zikhoveni • Zilandana • Zimbengwini • Zingcuka • Zinqawe • Zixhotyeni • Zwelitsha.